# Eliteserien i bandy 1997/1998
Eliteserien i bandy 1997/1998 spelades 16 november 1997-25 februari 1998 och vanns av Stabæk IF, medan Solberg SK besegrade Stabæk IF med 4-3 efter förlängning i finalmatchen under slutspelet om det norska mästerskapet i bandy. Om två lag i serien hamnade på samma poäng avgjorde inbördes möten tabellplacering. Lag 1-4 i serien gick vidare till slutspelet, lag 5-6 säkrade nytt kontrakt, lag 7 fick kvala och lag 8 flyttades ner till 1. Divisjon.

## Seriespelet
| Nr | Lag           | S  | V  | O | F  | +/-      | P  |
| -- | ------------- | -- | -- | - | -- | -------- | -- |
| 1  | Stabæk IF     | 21 | 17 | 1 | 3  | 169 - 61 | 35 |
| 2  | Mjøndalen IF  | 21 | 15 | 2 | 4  | 127 - 68 | 32 |
| 3  | Solberg SK    | 21 | 14 | 1 | 6  | 126 - 87 | 29 |
| 4  | IF Ready      | 21 | 13 | 2 | 6  | 116 - 84 | 28 |
| 5  | Røa IL        | 21 | 11 | 1 | 9  | 111 - 86 | 23 |
| 6  | Ullevål IL    | 21 | 6  | 1 | 14 | 95 - 131 | 13 |
| 7  | Tåsen IL      | 21 | 2  | 1 | 18 | 52 - 138 | 5  |
| 8  | Drammen Bandy | 21 | 1  | 1 | 19 | 43 - 184 | 3  |

## Seriematcherna
| - Söndag 16 november 1997 14.00 Røa - Solberg 4-6 NIH - Söndag 16 november 1997 16.00 Mjøndalen - Stabæk 3-1 Vassenga - Söndag 16 november 1997 16.00 Ready - Ullevål 4-2 Valle Hovin - Söndag 16 november 1997 16.30 Tåsen - Drammen Bandy 3-2 NIH - Onsdag 19 november 1997 17.45 Solberg - Ready 8-5 Vassenga - Onsdag 19 november 1997 20.00 Drammen Bandy - Røa 2-8 Vassenga - Onsdag 19 november 1997 20.00 Ullevål - Mjøndalen 2-6 NIH - Onsdag 19 november 1997 20.00 Stabæk - Tåsen 6-3 Hauger - Söndag 23 november 1997 14.00 Ullevål - Tåsen 9-1 NIH - Söndag 23 november 1997 16.00 Solberg - Mjøndalen 3-9 Vassenga - Söndag 23 november 1997 18.30 Drammen Bandy - Ready 3-12 Vassenga - Onsdag 26 november 1997 17.45 Ready - Stabæk 2-3 NIH - Onsdag 26 november 1997 20.00 Røa - Ullevål 6-3 Valle Hovin - Onsdag 26 november 1997 20.00 Tåsen - Solberg 1-3 NIH - Onsdag 26 november 1997 20.00 Mjøndalen - Drammen Bandy 9-2 Vassenga - Söndag 30 november 1997 18.30 Stabæk - Røa 5-4 Hauger - Onsdag 3 december 1997 17.45 Drammen Bandy - Stabæk 1-13 Vassenga - Onsdag 3 december 1997 20.00 Ullevål - Solberg 3-12 Valle Hovin - Onsdag 3 december 1997 20.00 Ready - Røa 8-2 NIH - Onsdag 3 december 1997 20.00 Mjøndalen - Tåsen 9-1 Vassenga - Söndag 7 december 1997 13.00 Røa - Tåsen 3-0 Røa - Söndag 7 december 1997 13.00 Solberg - Drammen Bandy 1-1 Solberg - Söndag 7 december 1997 14.00 Stabæk - Ullevål 15-5 Hauger - Söndag 7 december 1997 14.00 Ready - Mjøndalen 5-5 NIH - Onsdag 10 december 1997 20.00 Røa - Mjøndalen 4-4 Valle Hovin - Onsdag 10 december 1997 20.00 Stabæk - Solberg 3-5 Hauger - Onsdag 10 december 1997 20.00 Tåsen - Ready 2-6 NIH - Söndag 14 december 1997 13.00 Solberg - Røa 6-5 Solberg - Söndag 14 december 1997 14.00 Stabæk - Mjøndalen 5-2 Hauger - Söndag 14 december 1997 16.00 Ullevål - Ready 2-5 Vale Hovin - Söndag 14 december 1997 18.00 Drammen Bandy - Tåsen 2-4 Vassenga - Onsdag 17 december 1997 20.00 Røa - Drammen Bandy 11-1 Valle Hovin - Onsdag 17 december 1997 19.00 Mjøndalen - Ullevål 5-3 Vassenga - Onsdag 17 december 1997 17.45 Ready - Solberg 6-4 NIH - Onsdag 17 december 1997 20.00 Tåsen - Stabæk 4-4 NIH - Fredag 26 december 1997 13.00 Tåsen - Ullevål 4-5 NIH - Fredag 26 december 1997 13.00 Mjøndalen - Solberg 4-3 Vassenga - Fredag 26 december 1997 13.00 Røa - Stabæk 1-4 Røa - Fredag 26 december 1997 15.30 Ready - Drammen Bandy 6-1 NIH - Onsdag 31 december 1997 13.00 Ullevål - Røa 2-9 Bergbanen - Onsdag 31 december 1997 13.00 Solberg - Tåsen 7-4 Solberg - Onsdag 31 december 1997 13.00 Stabæk - Ready 6-4 Stabekk | - Söndag 4 januari 1998 13.00 Røa - Ready 3-6 Røa - Söndag 4 januari 1998 13.00 Solberg - Ullevål 8-4 Solberg - Söndag 4 januari 1998 13.00 Stabæk - Drammen Bandy 14-4 Stabekk - Söndag 4 januari 1998 14.00 Tåsen - Mjøndalen 0-5 NIH - Onsdag 7 januari 1998 20:15 Mjøndalen - Ready 1-5 Vassenga - Onsdag 7 januari 1998 17:45 Drammen Bandy - Solberg 3-6 Marienlyst - Onsdag 7 januari 1998 20.00 Ullevål - Stabæk 4-8 Vassenga - Onsdag 7 januari 1998 20.00 Tåsen - Røa 2-7 NIH - Fredag 9 januari 1998 18.00 Drammen Bandy - Mjøndalen 1-9 Vassenga - Måndag 12 januari 1998 20.00 Drammen Bandy - Ullevål 4-4 Vassenga - Onsdag 14 januari 1998 20.00 Røa - Solberg 8-3 Valle Hovin - Onsdag 14 januari 1998 20.00 Mjøndalen - Stabæk 3-7 Vassenga - Onsdag 14 januari 1998 17:45 Ready - Ullevål 7-3 NIH - Onsdag 14 januari 1998 20.00 Tåsen - Drammen Bandy 2-3 NIH - Söndag 18 januari 1998 13.00 Mjøndalen - Røa 7-3 Vassenga - Söndag 18 januari 1998 15.30 Solberg - Stabæk 5-4 Solberg - Söndag 18 januari 1998 14.00 Ready - Tåsen 7-3 NIH - Söndag 18 januari 1998 18.15 Ullevål - Drammen Bandy 7-2 Valle Hovin - Onsdag 21 januari 1998 19.00 Drammen Bandy - Røa 4-5 Marienlyst - Onsdag 21 januari 1998 19.00 Ullevål - Mjøndalen 5-7 Bergbanen - Onsdag 21 januari 1998 19.00 Solberg - Ready 7-7 Solberg - Onsdag 21 januari 1998 20:00 Stabæk - Tåsen 18-1 Hauger - Söndag 25 januari 1998 13.00 Ullevål - Tåsen 9-2 Bergbanen - Söndag 25 januari 1998 13.00 Solberg - Mjøndalen 6-0 Solberg - Söndag 25 januari 1998 13.00 Stabæk - Røa 9-3 Stabekk - Söndag 25 januari 1998 13.00 Drammen Bandy - Ready 1-9 Marienlyst - Onsdag 4 februari 1998 19.00 Røa - Ullevål 7-3 Røa - Onsdag 4 februari 1998 19.00 Ready - Stabæk 3-9 Gressbanen - Onsdag 4 februari 1998 19.00 Mjøndalen - Drammen Bandy 12-1 Vassenga - Onsdag 4 februari 1998 20.00 Tåsen - Solberg 2-7 NIH - Söndag 8 februari 1998 13.00 Ready - Røa 1-7 Gressbanen - Söndag 8 februari 1998 13.00 Mjøndalen - Tåsen 13-5 Vassenga - Söndag 8 februari 1998 13.00 Ullevål - Solberg 5-4 Bergbanen - Söndag 8 februari 1998 13.00 Drammen Bandy - Stabæk 1-15 Marienlyst - Söndag 15 februari 1998 16.00 Røa - Tåsen 6-3 Valle Hovin - Söndag 15 februari 1998 14.00 Ready - Mjøndalen 1-7 NIH - Söndag 15 februari 1998 13.00 Solberg - Drammen Bandy 12-2 Vassenga - Söndag 15 februari 1998 14.00 Stabæk - Ullevål 13-3 Hauger - Onsdag 18 februari 1998 20.00 Røa - Mjøndalen 5-7 Valle Hovin - Onsdag 18 februari 1998 20.00 Stabæk - Solberg 7-0 Hauger - Onsdag 18 februari 1998 20.00 Tåsen - Ready 5-7 NIH - Onsdag 18 februari 1998 20.00 Drammen Bandy - Ullevål 2-12 Vassenga |

## Slutspel

### Semifinalmatcher
- 22 februari 1998: Stabæk IF-Ready Bandy 13-2
- 22 februari 1998: Ready Bandy-Stabæk IF 3-10

- 1 mars 1998: Solberg SK-Mjøndalen IF 7-4
- 1 mars 1998: Mjøndalen IF-Solberg SK 3-2
- 3 mars 1998: Solberg SK-Mjøndalen IF 7-2

### Finalmatch
- 8 mars 1998: Stabæk IF-Solberg SK 3-4, förlängning

Solberg SK norska mästare i bandy för herrar säsongen 1997/1998.